# Mikołaj Kozłowski
Mikołaj Kozłowski z Kurozwęk herbu Poraj – sędzia ziemski sanocki w latach 1620–1623, podsędek sanocki w latach 1616–1620.

## Życiorys
Był marszałkiem deputackiego sejmiku generalnego województwa ruskiego w 1619 roku. Poseł na sejm 1620 roku i deputat na Trybunał Skarbowy Koronny w 1620 roku.